# Elbert H. Gary
Elbert Henry Gary (Wheaton, 8 ottobre 1846 – Manhattan, 15 agosto 1927) è stato un avvocato statunitense Fu uno dei principali fondatori della U.S. Steel nel 1901, riunendo i soci J. P. Morgan, Andrew Carnegie e Charles M. Schwab. Gary, Indiana, una città dell'acciaio, venne intitolata a lui quando fu fondata nel 1906. Gary, Virginia Occidentale è anche intitolata a lui. Quando il presidente anti-monopolio Theodore Roosevelt dichiarò che Gary era a capo dei fiduciari dell'acciaio, Gary lo considerava un complimento. I due uomini comunicavano in modo non conflittuale a differenza delle comunicazioni di Roosevelt con i leader di altri fiduciari.